# Алоїз Ліхтенштейнський
Алоїз Ліхтенштейнський (нім. Alois von und zu Liechtenstein), ім'я при народженні Алоїз Гонзага Марія Адольф (нім. Aloys Gonzaga Maria Adolf; 17 червня 1869 — 16 березня 1955) — принц Ліхтенштейнський, син принца Альфреда та принцеси Генрієтти. Дід правлячого князя Ганса-Адама II.

## Біографія
Алоїз народився 17 червня 1869 року у замку Голленеґ у Штирії, на території Австрійської імперії. Він був четвертою дитиною та другим сином в родині принца фон унд цу Ліхенштейн Альфреда та його дружини Генрієтти. Хлопчик мав старшу сестру Франциску та брата Франца де Паулу, ще одна сестра, Юлія, померла до його народження. Згодом сім'я поповнилася ще шістьма дітлахами. Батько проявив себе як політик, був депутатом ландтагу Штирії.

Алоїз був ротмістром 12-го уланського полку, дослужився до підполковника.

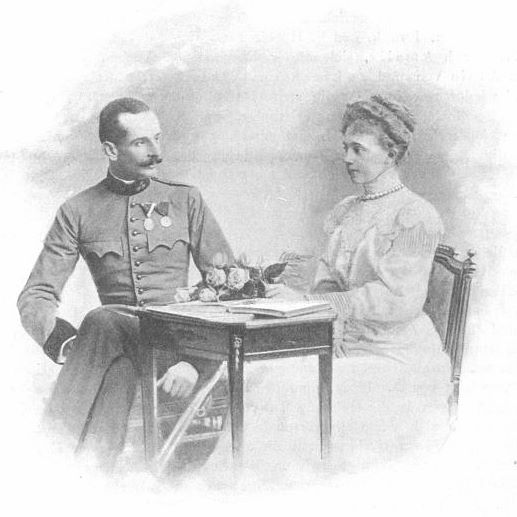
Принц Алоїз з дружиною, 25 квітня 1903 року

8 листопада 1902 заручився з австрійською ерцгерцогинею Єлизаветою Амалією з роду Габсбургів. Заручини відбулися в урочистій обстановці у присутності найближчих родичів та імператора. Принцу на той час було вже 33 роки, нареченій виповнилося 24. Весілля відбулося 20 квітня 1903 у Відні. Почесним гостем на святі був імператор Франц Йосиф I, що доводився Єлизаветі дядьком.
Проживала пара у різних замках Австрії. Їхній первісток з'явився у замку Фрауенталь. Хрещеним батьком новонародженого також став Франц Йосиф I, на честь якого хлопчик і отримав своє ім'я. Всього в родині народилося восьмеро дітей.
Принц Алоїз вважався покровителем науки та мистецтв. Був почесним членом Академії наук та мистецтв.
26 лютого 1923 відмовився від права наслідування князівства Ліхтенштейн на користь свого старшого сина.
Помер у Вадуці 16 березня 1955 року від грипу. Похований у Катедральному соборі міста. Дружина пережила його на п'ять років.
Станом на 2018 рік головою Ліхтенштейну є онук Алоїза Ганс-Адам II.

## Родина
Дружина —  Єлизавета Амалія, австрійська ерцгерцогиня
Діти:
- Франц Йосиф (1906—1989) — князь Ліхтенштейну у 1938—1989, був одружений з Георгіною фон Вілчек, мав п'ятьох дітей;
- Марія Терезія (1908—1973) — дружина графа Артура Штрахвіца фон Ґросс-Заухе унд Камінець, мала двох синів та доньку;
- Карл Альфред (1910—1985) — був одружений із Агнесою Австрійською, мав семеро дітей;
- Георг Гартманн (1911—1998) — був одружений з Марією Крістіною Вюртемберзькою, мав шестеро доньок та сина;
- Ульріх Дітмар (1913—1978) — не одружувався, дітей не мав;
- Марія Генрієтта (1914—2011) — дружина графа Петера фон унд цу Елць, мала з ним трьох синів;
- Алоїз Генріх (1917—1967) — не одружувався, дітей не мав;
- Генріх Гартнайд (1920—1993) — був одружений із графинею Амалією Подштацькі-Ліхтенштейн, мав сина та двох доньок.

## Нагороди
- Орден Золотого руна № 1177 (1911).